# Paula Rudall
Paula J. Rudall (née en 1954) est une botaniste britannique, qui est à la tête du département de biologie comparative des plantes et des champignons aux jardins botaniques royaux de Kew.

## Carrière
Paula Rudall est diplômée de l'Université de Londres, avec un B.Sc., et obtient ensuite son doctorat. et D.Sc. (2001) dans le même établissement. Elle dirige le Département de biologie comparative des plantes et des champignons aux Jardins botaniques royaux de Kew et reçoit de nombreux prix, dont la Médaille linnéenne (2005). Elle est connue pour ses travaux sur la taxonomie et la phylogénie des monocotylédones.